# RADIO GNU
『RADIO GNU』（レディオヌー）は、在京のFMラジオ局interfm（旧称InterFM897）で2018年4月 - 2019年3月まで放送されていたKing Gnuのラジオ番組。
番組スタート当初は毎回メンバー4人でトークしていたが、2018年7月にリニューアルしvo.井口理をメインMCに、放送回ごとにメンバーが1人ずつ入れ替わりでトーク相手になるスタイルになった。
番組で使用されていたTwitterでのハッシュタグは「#radiognu」。

## 放送時間枠
毎週木曜日 23:00-23:30

## エピソード
- 2018年12月27日放送回で、井口が街頭インタビューを実施した。「King Gnuって知ってますか」と声をかけて回り、10組ほどインタビューしたが誰も知らなかった。1組だけBANANA FISHを話題に出すと主題歌のバンドだと一致した人がいたが「キングガン」だと思っていたと言われた。
- 放送当時井口と新井が同居していた部屋で収録されたことがある。
- 最終回で卒業ソング「旅立ちの日に」をワンフレーズ歌った。
- 生放送は一度もない。
- この番組終了の翌月から井口がオールナイトニッポン0(ZERO)のMCを担当する。